# Abobra tenuifolia
Abobra tenuifolia ("abobra") es una especie fanerógama de la familia de las cucurbitáceas. Es nativa de Sudamérica, en particular de Argentina, Brasil y Uruguay. A veces se la cultiva como planta ornamental y también por su fruta comestible. Está muy emparentada con especies descritas por los botánicos como pertenecientes a los géneros Luffa (L. operculata, (L.) Cogn.; L. sepium (G.Mey.) C.Jeffrey), Bryonia (B. tayuya, Velloz; Trianosperma tayuya, Mast.), Momordica y otros.

## Descripción
Es una enredadera dioica, perenne, que alcanza 4 metros de largo; resiste heladas suaves. Las flores son muy perfumadas, de color verde-pálido. Florece de julio a agosto, y las semillas maduran de  septiembre a octubre. El fruto es ovoide de 15 mm de diámetro.
La llamada brionia del Uruguay es una abobra vivaz, de elegante follaje y frutos y flores olorosos, de color carmín; se cultiva como enredadera. Se multiplica fácilmente por medio de semilla o estaca, propagándose también espontáneamente mediante las ramas que se arrastran por el suelo. Los pies que se forman del modo últimamamente indicado resisten perfectamente los rigores del invierno, protegiéndolos un poco contra las heladas intensas.
La abobra de flores verdes, que se cultiva en Europa, como planta de adorno y como enredadera, llega a tener 5 m de altura.
Si se desea obtener semilla deberá tomarse la precaución de cultivar plantas masculinas y femeninas.

## Taxonomía
Abobra tenuifolia fue descrita por (Gillies ex Hook. & Arn.) Cogn. y publicado en Diagn. Cucurb. 2: 69. 1877.
Sinonimia
- Abobra viridiflora Naudin
- Bryonia tenuifolia Hook. & Arn.